# Юніорська збірна Греції з хокею із шайбою
Юніорська збірна Греції з хокею із шайбою  — національна юніорська команда Греції, що представляє країну на міжнародних змаганнях з хокею із шайбою. Опікується командою Федерація хокею Греції, команда брала участь лише одного разу на чемпіонаті Європи 1996 року, юніорська збірна не разу не брала участь у чемпіонаті світу з хокею із шайбою серед юніорських команд.